# Municipio de Webster (Dakota del Sur)
El municipio de Webster (en inglés: Webster Township) es un municipio ubicado en el condado de Day en el estado estadounidense de Dakota del Sur. En el año 2010 tenía una población de 264 habitantes y una densidad poblacional de 2,96 personas por km².

## Geografía
El municipio de Webster se encuentra ubicado en las coordenadas 45°22′38″N 97°33′40″O / 45.37722, -97.56111. Según la Oficina del Censo de los Estados Unidos, el municipio tiene una superficie total de 89.27 km², de la cual 86,67 km² corresponden a tierra firme y (2,91 %) 2,6 km² es agua.

## Demografía
Según el censo de 2010, había 264 personas residiendo en el municipio de Webster. La densidad de población era de 2,96 hab./km². De los 264 habitantes, el municipio de Webster estaba compuesto por el 99,24 % blancos, el 0,38 % eran afroamericanos y el 0,38 % eran de una mezcla de razas. Del total de la población el 0,38 % eran hispanos o latinos de cualquier raza.